# Liste der Kreisstraßen in Jena

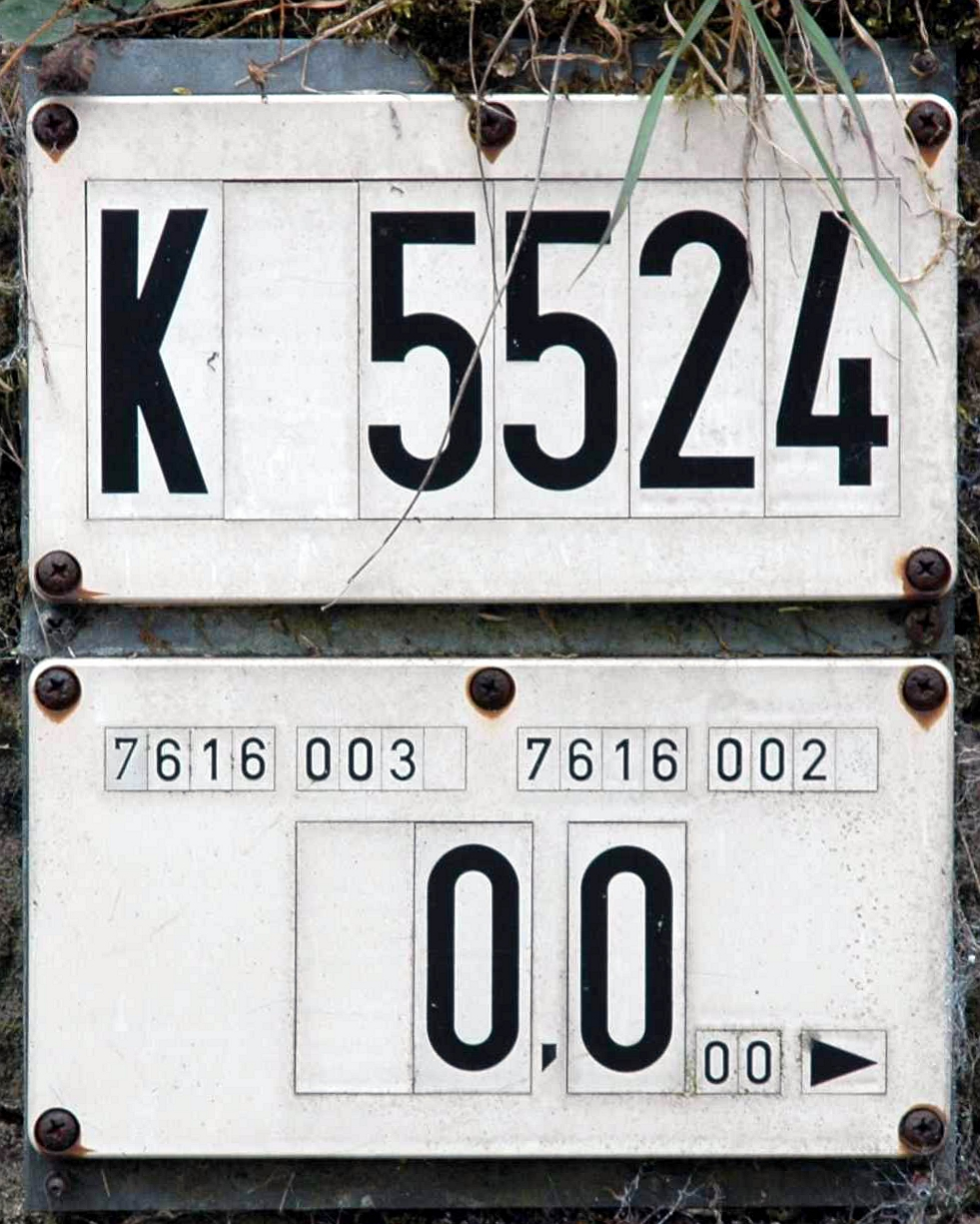
Stationszeichen

Die Liste der Kreisstraßen in Jena ist eine Auflistung der Kreisstraßen in der thüringischen Stadt Jena.

## Abkürzungen
- K: Kreisstraße
- L: Landesstraße

## Liste
Straßen und Straßenabschnitte, die unabhängig vom Grund (Herabstufung zu einer Gemeindestraße oder Höherstufung) keine Kreisstraßen mehr sind, werden kursiv dargestellt. Der Straßenverlauf wird in der Regel von Nord nach Süd und von West nach Ost angegeben.
| Nr.  | Verlauf |
| ---- | --- |
| K 1  | Leutra – Unterm Sande – K 2 |
| K 2  | K 1 – Am Dorfplatz – Am Leutrabach – K 3 – Am Leutrabach – Stadtgrenze – (K 164 im Saale-Holzland-Kreis)                                                                 |
| K 3  | (K 123 im Saale-Holzland-Kreis) – Stadtgrenze – Saale-Radweg – K 2 |
| K 4  | K 5 – Laasaner Straße – Laasan |
| K 5  | (K 151 im Saale-Holzland-Kreis) – Stadtgrenze – Auf der Gebind – K 4 |
| K 6  | (Landkreis Weimarer Land) – Stadtgrenze – Münchenrodaer Straße – Am Mühlberg – Münchenrodaer Grund – Über dem Grund – teilweise nicht befahrbar – K 7 – Über dem Grund – |
| K 7  | (Landkreis Weimarer Land) – Stadtgrenze – Remderodaer Straße – Stadtgrenze – (Landkreis Weimarer Land) – Stadtgrenze – Remderodaer Straße – K 6                          |
| K 8  | L 2301 – Vierzehnheiligen – K 9 – Isserstedter Straße – K 11/K 13 |
| K 9  | L 1060 – Lützerodaer Straße – K 8 |
| K 10 | K 11/K 12 – Closewitzer Weg – Jenaer Straße – |
| K 11 | K 8/K 13 – Zum Ziskauer Tal – Schulweg – K 10/K 12 |
| K 12 | K 13/K 15 – Closewitz – Closewitzer Weg – K 10/K 11 |
| K 13 | K 8/K 11 – Isserstedter Straße – General-von-Tauentzien-Weg – K 14 – Closewitz – K 12/K 15                                                                               |
| K 14 | L 2301 – Am Borngarten – K 13 |
| K 15 | K 12/K 13 – Closewitz – K 16 – Closewitz – Rautal |
| K 16 | K 15 – Closewitz – Jägerbergstraße – Stadtgrenze – (K 150 im Saale-Holzland-Kreis)                                                                                       |